# Brienon-sur-Armançon
 Brienon-sur-Armançon  es una población y comuna francesa que se encuentra en la región de Borgoña, departamento de Yonne, en el distrito de Auxerre. Es el chef-lieu y mayor población del cantón de Brienon-sur-Armançon.
Incluye la commune associée de Bligny-en-Othe, que contaba 97 habitantes en el censo de 1999.

## Demografía
| 2788 | 2788 | 3035 | 3010 | 2934 | 3071 |
| Para los censos de 1962 a 1999 la población legal corresponde a la población sin duplicidades (Fuente: INSEE [Consultar]) |      |      |      |      |      |